# Elaeomyrmex gracilis
Elaeomyrmex gracilis är en myrart som beskrevs av Carpenter 1930. Elaeomyrmex gracilis ingår i släktet Elaeomyrmex och familjen myror. Inga underarter finns listade i Catalogue of Life.